# 空音 (一青窈の曲)
『空音』(そらね)は一青窈の配信限定シングル。

## 解説
一青窈の実姉である一青妙が執筆したエッセイ『私の箱子』、『ママ、ごはんまだ?』を原作とする映画『ママ、ごはんまだ?』の主題歌として書き下ろされた。

## 収録曲
1. 空音
作詞：一青窈 / 作曲・編曲：武部聡志

## 収録アルバム
空音 (そらね)
- 『歌祭文 〜ALL TIME BEST〜』